# Ленглі (Південна Кароліна)
Ленглі (англ. Langley) — переписна місцевість (CDP) в США, в окрузі Ейкен штату Південна Кароліна. Населення — 1485 осіб (2020).

## Географія
Ленглі розташоване за координатами 33°30′55″ пн. ш. 81°50′6″ зх. д. / 33.51528° пн. ш. 81.83500° зх. д. (33.515188, -81.835037).  За даними Бюро перепису населення США в 2010 році переписна місцевість мала площу 2,99 км², з яких 2,97 км² — суходіл та 0,01 км² — водойми.

## Демографія
Згідно з переписом 2010 року, у переписній місцевості мешкало 1447 осіб у 592 домогосподарствах у складі 392 родин. Густота населення становила 484 особи/км².  Було 715 помешкань (239/км²).
Расовий склад населення:
| - 91,9 % — білих - 4,8 % — чорних або афроамериканців - 0,3 % — корінних американців - 0,3 % — азіатів - 0,1 % — вихідців з тихоокеанських островів |

До двох чи більше рас належало 1,8 %. Частка іспаномовних становила 2,6 % від усіх жителів.
За віковим діапазоном населення розподілялося таким чином: 23,4 % — особи молодші 18 років, 62,6 % — особи у віці 18—64 років, 14,0 % — особи у віці 65 років та старші. Медіана віку мешканця становила 38,7 року. На 100 осіб жіночої статі у переписній місцевості припадало 95,3 чоловіків;  на 100 жінок у віці від 18 років та старших — 95,2 чоловіків також старших 18 років.
Середній дохід на одне домашнє господарство  становив 31 629 доларів США (медіана — 27 636), а середній дохід на одну сім'ю — 42 065 доларів (медіана — 45 594). За межею бідності перебувало 35,2 % осіб, у тому числі 47,4 % дітей у віці до 18 років та 30,5 % осіб у віці 65 років та старших.
Цивільне працевлаштоване населення становило 539 осіб. Основні галузі зайнятості: виробництво — 30,6 %, освіта, охорона здоров'я та соціальна допомога — 14,3 %, транспорт — 12,6 %, будівництво — 12,2 %.